# Bergfeuer Ehrwald

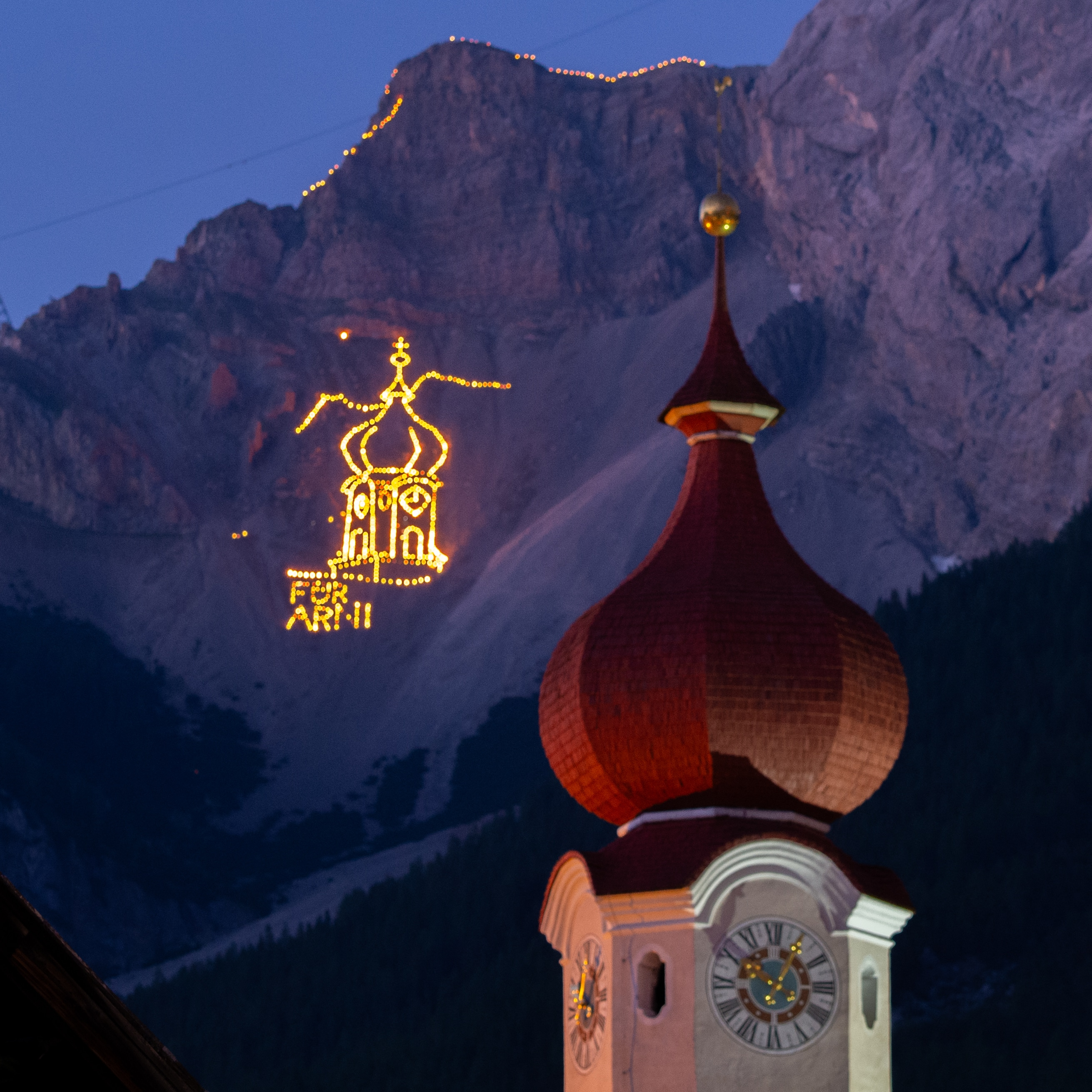
Bergfeuer in Ehrwald (24. Juni 2023)

In der Tradition des Feuerbrauchtums erstrahlen die Berge im Talkessel von Lermoos - Ehrwald und Biberwier jedes Jahr um die Sommersonnenwende (21. Juni) mit speziellen Feuerbildern, die sich jährlich ändern. Diese Feuerbilder können christliche Symbolik, Pflanzen- und Tiere sowie komplexe Inhalte darstellen. Zusätzlich werden auch Feuerketten entlang der Bergkämme angezündet.

## Geschichte
Das Entzünden von Feuern an Hängen und Bergrücken sowie im Tal ist eine alte Tradition. Die frühe Geschichte der Feuerbräuche zum Sommerbeginn (Sonnenwendfeiern / Johannistag) in Tirol und im Alpenraum ist nicht genau dokumentiert.
In Tirol wurden die Bergfeuer im 18. Jahrhundert intensiviert, und zwar in der Zeit, als die Bauern gegen Kaiser Napoleon I. kämpften. 1796 suchten die Tiroler Stände göttlichen Beistand im Freiheitskampf gegen die Franzosen. Sie gelobten beim "Heiligsten Herzen Jesu", das Herz-Jesu-Fest jährlich feierlich zu begehen. Dieses göttliche Bündnis brachte zwar nicht den Sieg über Napoleon, der Brauch ist jedoch mit den ursprünglichen Sonnwendfeuern verschmolzen worden. Darum sieht man heute auf den Bergen Tirol rund um den 21. Juni sehr oft christliche Motive – wie Kreuze oder das Herz. Heute sind vor allem die Jungbauernschaften, Schützenkompanien und andere Vereine dafür verantwortlich, dass die Sonnwendfeuer jedes Jahr entfacht werden. In der Zeit der Tiroler Freiheitsbewegung (1809) wurde mit "Kreidefeuern" an weithin sichtbaren Plätzen vor einem herannahenden Feind gewarnt. Zur Zeit der Nationalistischen Bewegung Ende des 19. Jahrhunderts und dann unter den Nationalsozialisten bis in die 1940er Jahre wurden die Sonnwendfeuer zum germanischen Kulturgut hochstilisiert. Erst nach dem Zweiten Weltkrieg wurde eine neue Bedeutung dieser Volkskultur gesucht.
Die Ehrwalder Bergfeuer gehen in der jetzigen Tradition auf das Jahr 1948 zurück, als anlässlich der Glockenweihe in Ehrwald erstmals nach dem Krieg wieder Feuerzeichen leuchteten. Heute soll mit dem Bergfeuer auch ein Zeichen gegen die Zerstörung der Natur bzw. der Alpen gesetzt werden.
In Ehrwald wird die Bergfeuertradition von zahlreichen Ortsvereinen ehrenamtlich getragen und stellt ein wichtiges gesellschaftliches Ereignis dar. Nach dem Abbrennen der Feuer werden die Traditionsträger mit Applaus von der Dorfgemeinschaft empfangen. Anfangs wurden nur vereinzelt Motive dargestellt, während oft auch nur einfache Feuer entzündet wurden. Durch die Verwendung von maßstabsgetreuen Zeichnungen sowie die Einbeziehung der Geländestrukturen in die Planung wurde die Tradition weiterentwickelt. Die einst mühselige Planungsarbeit am Zeichenbrett wird heute von digitalen Zeichenprogrammen unterstützt. Im nächsten Schritt soll die räumliche Darstellung in die Motive einbezogen werden, um einen 3D-Effekt zu erzeugen. Auch die verwendeten Brennmaterialien haben sich verändert: Anstelle von Altreifen oder Dieselöl wird heute aus Gründen des Umweltschutzes ausschließlich mit Rapsöl gefeuert und anstelle von Blechdosen werden rückstandsfrei verbrennende Pappbecher oder Säcke verwendet. Bis zu 700 Säcke – gefüllt mit Sägemehl und Rapsöl – werden auf die Berge transportiert und exakt angeordnet. Die Verankerung im steilen Gelände auf bis zu 2.000 Metern Höhe wie auch der nächtliche Abstieg verlangen bergsteigerisches Können. Insgesamt werden rund 10.000 einzelne Feuer entzündet.
Die Initiative Feuerberge Tirol hat ab 1998 mit der Aktion „Feuer für den Frieden“ einen gemeinsamen Nenner für viele der tausenden Bergsteiger entwickelt, die jährlich zum Sommerbeginn Feuer Zeichen auf die Berge in Nord-, Ost- und Südtirol setzen.
Seit 2010 sind die Bergfeuer in der Tiroler Zugspitzarena in der nationalen Liste des immateriellen Kulturerbes der UNESCO angeführt.